# Hyperion Pictures
Hyperion Pictures is een Amerikaans filmproductiebedrijf, opgericht door Tom Wilhite in 1984, oud-eigenaar van Walt Disney Productions. Het bedrijf produceert films en televisieseries. Het dochterbedrijf, Jambalaya Studios, produceert animatieseries als The Proud Family.

## Selectieve lijst van geproduceerde films
- The Brave Little Toaster (1987)
- The Runestone (1990)
- Rover Dangerfield (1991)
- Bébé's Kids (1992)
- The Brave Little Toaster to the Rescue (1997)
- The Brave Little Toaster Goes to Mars (1998)
- The Itsy Bitsy Spider (1992)
- Goosebumps (1995)
- Playing by Heart (1998)
- 3-Way (2004)
- Marigold (2007)